# أحمد العقايلة
أحمد إبراهيم العقايلة (1932 — 13 مارس 2019) سياسي أردني ووزير سابق وعضو في مجلس الأعيان ولد في مدينة معان جنوب الأردن. شغل منصب وزير الشؤون البلدية والقروية والبيئة (1993-1994) ووزير دولة (1993) كما عمل محافظ ووكيل لوزارة الداخلية ومدير للتربية والتعليم (1978) ومستشار في السفارة الأردنية في الكويت.

## مؤهلاته العلمية
- شهادة الإجازة الجامعية في اللغة العربية ودبلوم تربية وتعليم.

## المناصب التي شغلها
- معلم في معان ثم في بيت جنينا
- مفتش للتربية والتعليم في معان